# Bệnh sắc tố incontinentia
Bệnh sắc tố incontinentia là một hội chứng bệnh ở người, bị rối loạn sắc tố da do gen IKBKG có lô-cut ở vùng không tương đồng của nhiễm sắc thể X, bị đột biến ở trạng thái trội gây ra.
Trong tiếng Anh, bệnh này gọi là incontinentia pigmenti (viết tắt là IP) đã có tác giả dịch ra tiếng Việt là bệnh sắc tố dầm dề. Trong bài này, bệnh viết tắt là IP.
Nhìn bên ngoài, bệnh nhân có rối loạn dễ nhận trên da: trẻ sơ sinh có "mụn" rộp lên, sau đó lặn rồi phát triển trở lại thành mụn cóc. Thời gian tiếp theo, da tổn thương biến đổi thành các mảng màu xám, nâu hoặc xanh đậm. Ngoài tổn thương trên da, người bệnh còn bị ảnh hưởng đến tóc, lông, mắt và cả răng, thậm chí có triệu chứng thần kinh.

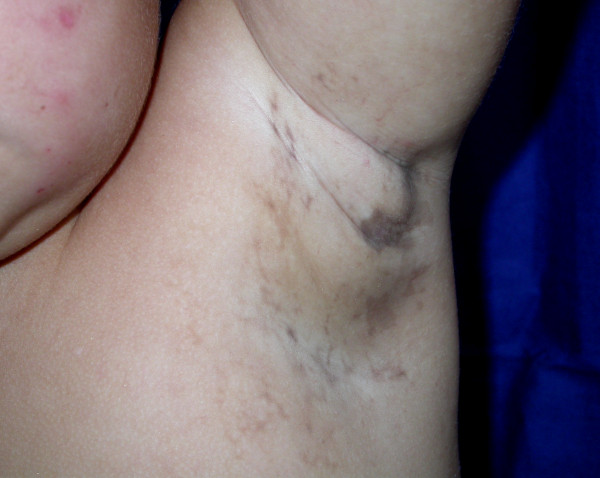
Vùng nách trái của một người bệnh có những mảng da màu nâu xám đặc trưng sau các vệt Blascô (Lines of Blaschko).

## Ngoại diện
Tên IP của bệnh là ghép từ "incontinentia" (không kiềm chế) và "pigmenti" (sắc tố), nhưng gen đột biến có nhiều dạng và gây ra nhiều bệnh lý trong nhiều loại mô khác nhau trong cơ thể người, nên thường được gọi là hội chứng dưới nhiều tên khác nhau:
- hội chứng Bloch-Siemens-Sulzberger;
- hội chứng Bloch-Siemens;
- hội chứng Bloch-Sulzberger.

## Triệu chứng
- IP đặc trưng bởi các bất thường trên da phát triển trong suốt thời thơ ấu và tuổi trưởng thành. Nhiều trẻ sơ sinh bị ảnh hưởng có phát ban phồng rộp khi sinh. Những mảng này biến đổi màu ở dạng nhạt đi hoặc ngược lại là xẫm lên theo thời gian ở nhiều vùng trên cơ thể.
- Ngoài ra, người bệnh IP còn có thể bị rụng tóc, da đầu biến màu, biến đổi hình thái và số lượng răng, phân bố răng, giảm sức nhìn, móng tay móng chân bị rỗ. Hầu hết những người bệnh IP có trí tuệ bình thường, nên người ta cho rằng đột biến này không ảnh hưởng đến IQ; tuy nhiên, người bệnh có thể bị chậm phát triển hoặc thiểu năng trí tuệ, co giật.

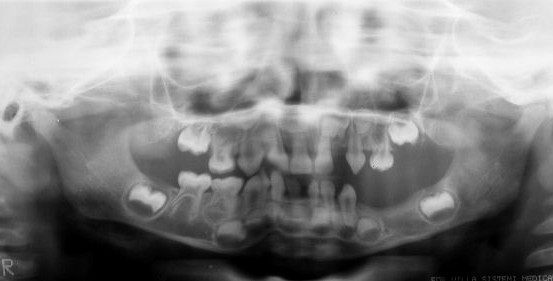
Phim X quang hàm răng của một người bệnh

## Nguyên nhân
- Đột biến trong gen IKBKG gây ra hội chứng rối loạn sắc tố này, vì gen IKBKG này mã hoá prôtêin điều hoà nhân tố hạt nhân-kappa-B là một nhóm các prôtêin cùng bảo vệ các tế bào khỏi bị tự hủy trong quá trình chết rụng (apoptosis) tuỳ theo tín hiệu nhất định.
- Khoảng 80 % người bệnh được phát hiện là có đột biến dịch khung do bị mất một số cặp nuclêôtit trong gen IKBKG bình thường (là gen lặn). Từ đó dẫn đến việc phiên mã gen đột biến tạo ra một hay nhiều phiên bản prôtêin IKBKG nhỏ hơn nhưng mất hoạt tính hoặc có hoạt tính bất thường. Bởi vậy, nhân tố hạt nhân-kappa-B không được điều tiết phù hợp nữa và các tế bào nhạy cảm hơn với các tín hiệu kích hoạt chúng bị chết rụng hàng loạt.

## Cơ sở di truyền học

### Gen
- Gen IKBKG (inhibitor of nuclear factor kappa B kinase subunit gamma) cung cấp hướng dẫn để tạo ra một tiểu đơn vị của phức hợp protein IKK, gọi cùng tên là protein IKBKG. Protein này liên quan tới điều hoà hoạt động của yếu tố hạt nhân-kappa-B. Yếu tố này là một phức hợp protein liên kết với DNA có vai trò kiểm soát hoạt động của các gen khác. Khi nó "tắt" (bất hoạt), yếu tố kappa-B được gắn phức hợp IKK. Khi nó "bật" (hoạt động) do có tín hiệu nhất định ở môi trường, thì nó được giải phóng. Yếu tố kích hoạt sau đó sẽ di chuyển vào nhân và liên kết với DNA. Ngoài ra, yếu tố kappa-B điều chỉnh hoạt động của nhiều gen khác nữa, bao gồm các gen kiểm soát các phản ứng miễn dịch và phản ứng viêm của cơ thể. Yếu tố kappa-B cũng đóng một vai trò nhất định trong con đường truyền tín hiệu tế bào rất quan trọng cho sự hình thành các mô ngoài da (da, tóc, răng và tuyến mồ hôi). Ngoài ra, nó còn bảo vệ các tế bào khỏi các tín hiệu nhất định dẫn đến tự chết rụng.[7]
- Trong giới chuyên môn, gen IKBKG này còn có khá nhiều tên gọi khác nhau nữa (ngoài tên "Inhibitor Of Nuclear Factor Kappa B Kinase Regulatory Subunit Gamma" nới trên):[8]

1. Inhibitor Of Kappa Light Polypeptide Gene Enhancer In B-Cells, Kinase Gamma
2. Inhibitor Of Nuclear Factor Kappa B Kinase Subunit Gamma
3. IkB Kinase-Associated Protein
4. NF-Kappa-B Essential Modulator
5. I-Kappa-B Kinase Subunit Gamma
6. NF-Kappa-B Essential Modifier
7. IkB Kinase Subunit Gamma
8. Incontinentia Pigmenti
9. IKK-Gamma
10. IKKAP1
11. FIP-3

- Đinh vị (Cytogenetic Location): Gen IKBKG có lô-cut ở Xq28, tức cánh dài (q) thuộc vùng không tương đồng của nhiễm sắc thể X ở người.

### Phương thức di truyền
IP được kế thừa theo phương thức di truyền gen trội liên kết X. IP thường gây chết người ở hầu hết nam giới mắc bệnh.
Nếu bào thai mang gen bệnh, thì tỉ lệ bị sẩy thai cao, nhưng không phải là tất cả. Do đó, tỷ lệ trẻ sinh ra biểu hiện bệnh là khoảng 1/3 (33%). Ngoài ra, bào thai là nữ, biểu hiện bệnh còn chịu tác động của cơ chế Lyon hoá (lyonization) nên cơ chế biểu hiện bệnh không hoàn toàn theo đúng sơ đồ "mẫu".

## Điều trị
Bệnh do gen đột biến hiên nay chưa có một điều trị cụ thể được. Bệnh IP này chỉ có thể điều trị nhằm giải quyết các hiệu quả xấu của triệu chứng ở mỗi người bệnh cụ thể.